# Pusté Jakartice

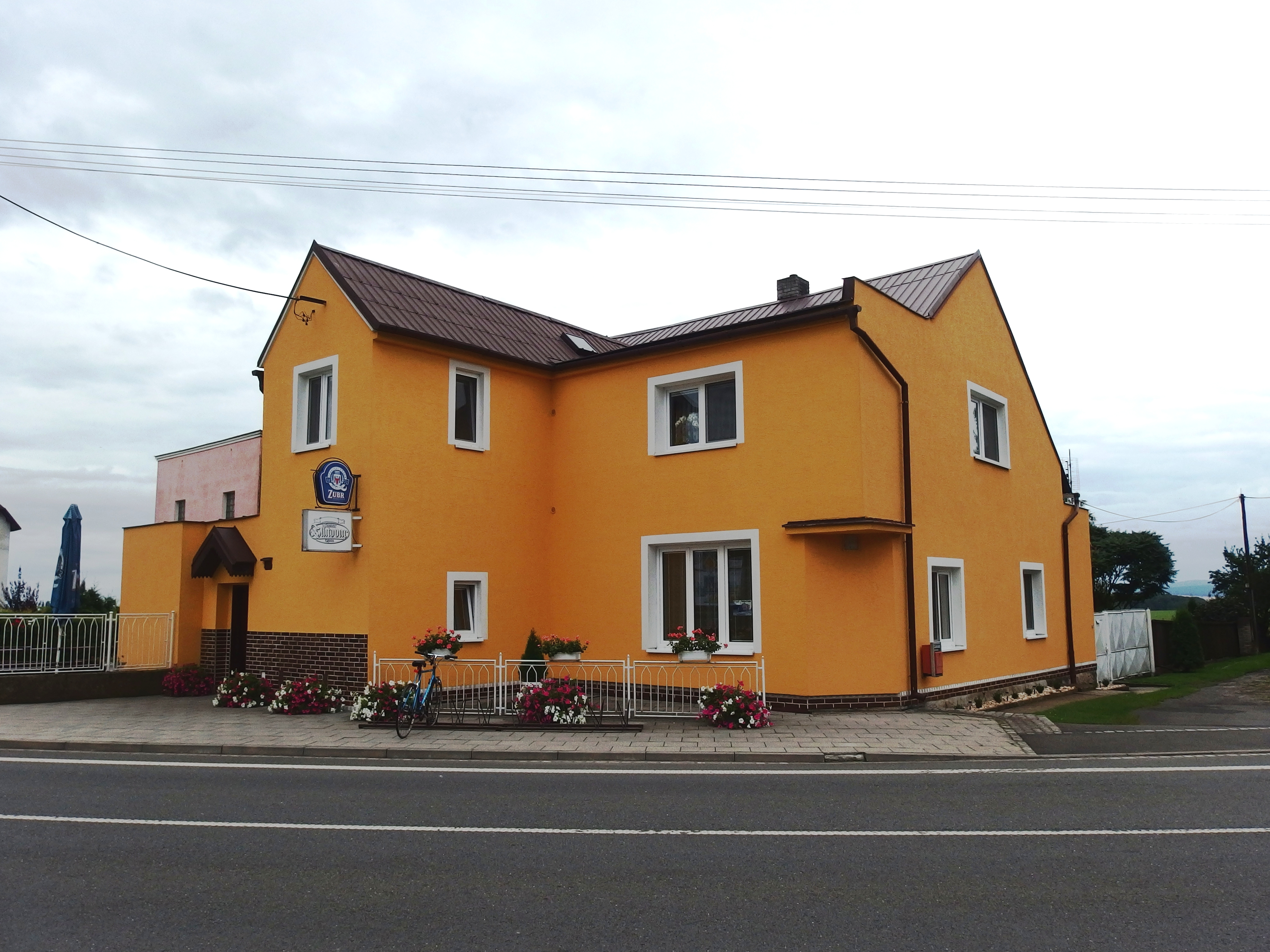
Wirtshaus "U Agáty"

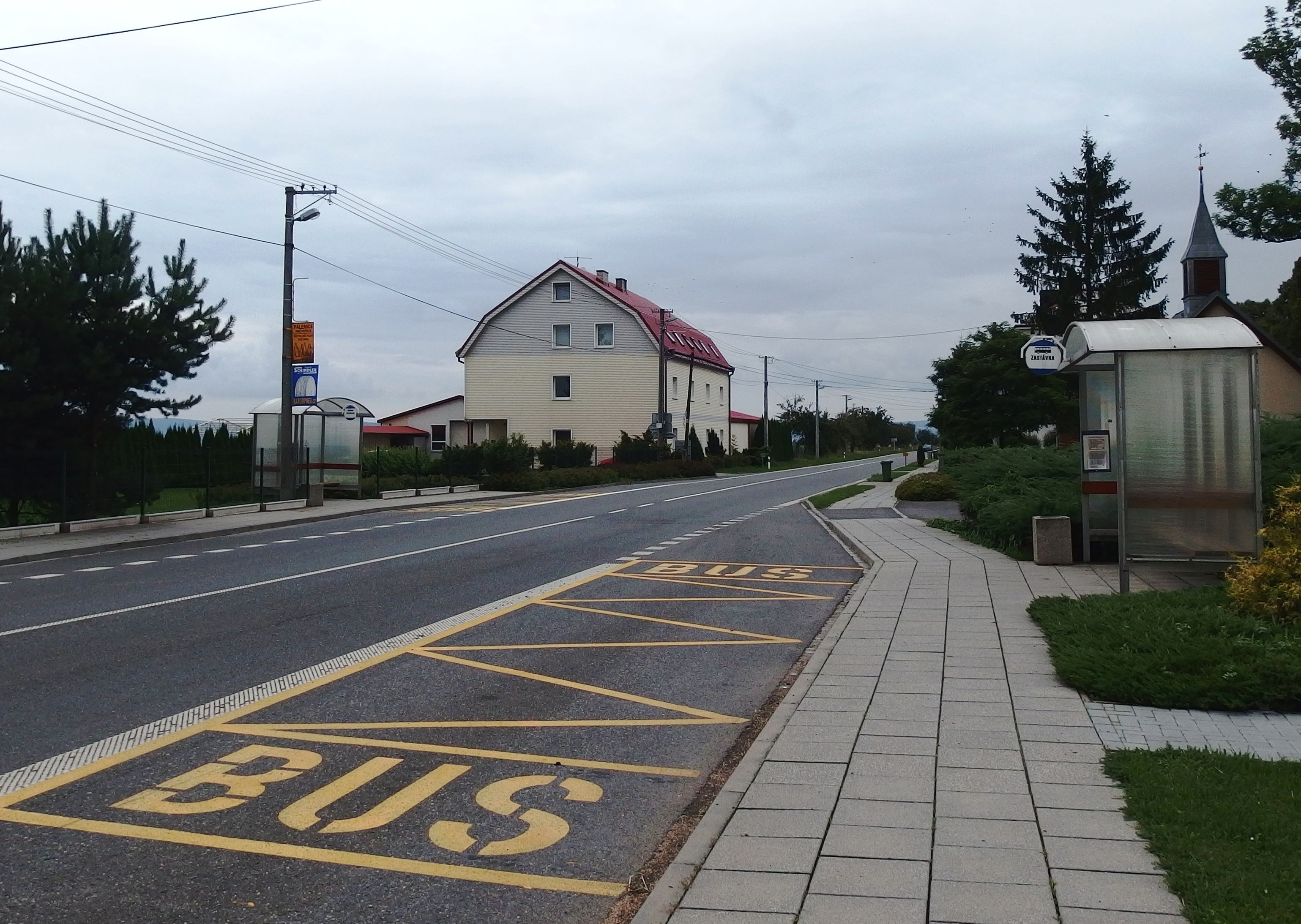
Staatsstraße I/46

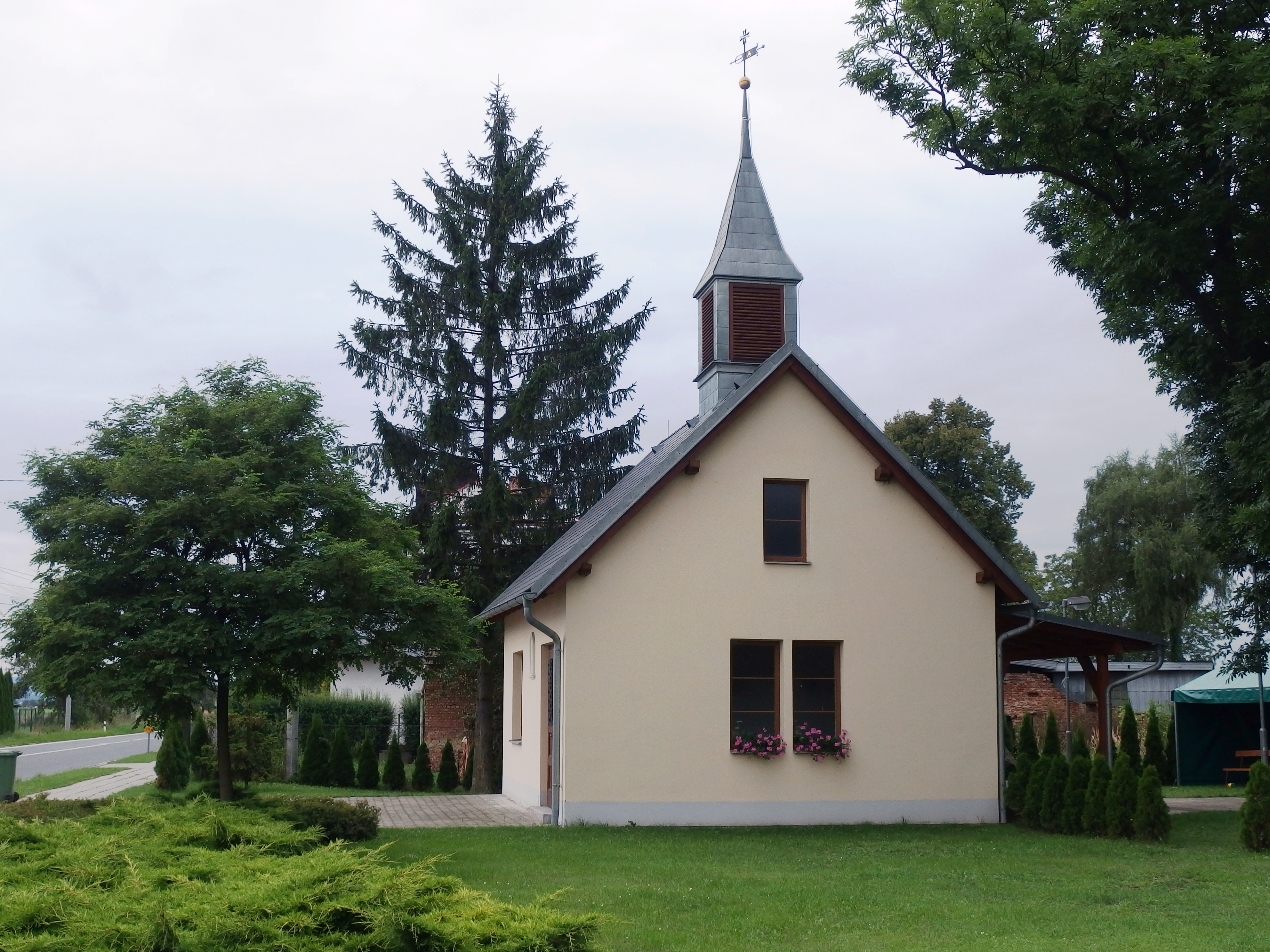
Kapelle der Jungfrau Maria

Pusté Jakartice (deutsch Klingebeutel bzw. Wüst Jakartitz, polnisch Puste Jakarcice) ist ein Ortsteil der Stadt Opava (Troppau) in Tschechien. Er liegt fünf Kilometer nordöstlich des Stadtzentrums von Opava nahe der polnischen Grenze und gehört zum Okres Opava.

## Geographie
Das Straßendorf Pusté Jakartice befindet sich auf einer Anhöhe zwischen dem Kateřinský potok (Kathareiner Bach) und der Quellmulde des Baches Chlebičovský potok in der Hlučínská pahorkatina (Hultschiner Hügelland). Durch den Ort führt die Staatsstraße I/46 von Opava nach Sudice (Zauditz). 
Nachbarorte sind Oldřišov (Odersch) im Norden, Služovice (Schlausewitz), Arnoštov (Ernsthof) und Vrbka (Weidental) im Nordosten, Svoboda (Swoboda) und Štěpánkovice (Schepankowitz) im Osten, Chlebičov (Klebsch), Angelika (Angelikahof) und Velké Hoštice (Groß Hoschütz) im Südosten, Malé Hoštice (Klein Hoschütz) im Süden, Kateřinky (Katharein) und Karlovec (Karlsau) im Südwesten, Palhanec (Palhanetz), Vávrovice (Wawrowitz) und Wiechowice (Wehowitz) im Westen sowie die Wüstung Frajhuby (Freihuben) und Pilszcz (Piltsch) im Nordwesten.

## Geschichte
Pusté Jakartice ist eine Gründung des Ekkehard von Troppau (Jakart z Opavy). Dieser erwarb von Otto von Ratibor (Ota z Ratiboře) und seinem – nicht näher bezeichneten – Namensvetter Ekkehard (Jakart) zwei Huben Land bei Troppau, die er vor 1222 an Markgraf Vladislav Heinrich abtrat. Am 25. Januar 1222 überschrieb der Markgraf dieses Land dann dem Velehrader Abt Sibert (Žibert), der es seinem Lehnsmann Ekkehard von Troppau und dessen Erben gegen eine an das Kloster jährlich zu entrichtende Abgabe zurückgab. Außerdem wurde der Heimfall an das Kloster im Falle des Aussterbens der Familie vereinbart. Die erste urkundliche Erwähnung des Dorfes Minus Ekhartowitz erfolgte im Jahre 1270 in einer Besitzbestätigung des Klosters durch König Ottokar II. Přemysl. Nach den Hussitenkriegen wurde das Klostergut Klein Hoschitz, zu dem Minus Ekhartowitz gehörte, unter verschiedenen Grundherren aufgeteilt. Um 1472 wurde das Dorf aufgegeben. Einer Überlieferung nach soll in Pusté Jakartice angeblich noch bis nach 1559 ein Klarissenkloster gestanden sein. Im Jahre 1560 wurde die Wüstung unter dem Namen Malý Ekartice erwähnt.
Nach dem Ersten Schlesischen Krieg fiel die zum Gut Klein Hoschütz von Gellhornschen Anteils gehörige Wüstung 1742 wie fast ganz Schlesien an Preußen; die neue Staatsgrenze zu Österreichisch Schlesien wurde unmittelbar westlich und südwestlich gezogen. An der bedeutenden Straße von Troppau nach Ratibor entstand ein preußisches Zollhaus, das von der Bevölkerung den Namen Klingebeutel erhielt. Später entstand neben dem Zollhaus die Kolonie Jakartzitz. Im Zuge der Kreisreform vom 1. Januar 1818 wurde Jakartzitz dem Kreis Ratibor zugewiesen. 1830 wurde Jakarcic, auch Jakartzitz bzw. Klingebeutel genannt, als eine zum Gut Klein Hoschütz von Gellhornschen Anteils gehörige Kolonie mit einem dem Hauptsteueramt Ratibor unterstehenden Nebenzollamt aufgeführt. Im Jahre 1845 wurde die Kolonie als Wüste-Jakartitz bzw. Klingebeutel bezeichnet. Im Ort gab es ein Nebenzollamt I. Klasse. Grundherr war Wilhelm von Gellhorn. 1864 bestand die zur Gemeinde Klein-Hoschütz von Gellhorn zugehörige und an der Ratibor-Troppauer Chaussee gelegene Kolonie Wüst-Jakartitz, auch als Pusté-Jakartice bzw. Pusto-Jacarticium bezeichnet, aus einem Kretscham und acht Häuslerstellen sowie dem Hauptzollamt Klingebeutel. Mit der Zusammenlegung der Landgemeinden Klein Hoschütz Commende, Fürstlicher Anteil, Guhder Anteil und von Gellhornscher Anteil wurde Wüst Jakartitz im Januar 1874 Teil der neuen Landgemeinde Klein Hoschütz. Im Mai 1874 wurde aus der Landgemeinde Klein Hoschütz sowie den Gutsbezirken Commende und von Gellhorn der Amtsbezirk Klein Hoschütz gebildet, der zum Ende des 19. Jahrhunderts dem Amtsbezirk Groß Hoschütz zugeschlagen wurde. 1880 lebten in den zwölf Häusern von Jakartitz und Klingebeutel 117 Personen. Im Jahre 1900 hatte Wüst Jakartitz und Klingebeutel 105 Einwohner, 1910 waren es 104. Aufgrund des Versailler Vertrages von 1919 wurde Wüst Jakartitz bzw. Klingebeutel am 4. Februar 1920 als Teil des Hultschiner Ländchens der Tschechoslowakei zugeschlagen. Beim Zensus von 1921 lebten in den 14 Häusern der Kolonie Pusté Jakartice/Wüst Jakartitz 153 Personen. 1928 gehörte die Kolonie zum Okres Hlučín, danach zum Okres Opava. Im Jahre 1930 lebten in den 13 Häusern von Pusté Jakartice/Wüst Jakartitz 136 Personen.
Nach dem Münchener Abkommen wurde Klingebeutel am 8. Oktober 1938 zusammen mit dem Hultschiner Ländchen vom Deutschen Reich besetzt. Die Kolonie gehörte nunmehr zum Landkreis Hultschin, der 1939 dem Landkreis Ratibor in der preußischen Provinz Oberschlesien eingegliedert wurde. Am 17. Januar 1939 wurde Klingebeutel dem wiedererrichteten Amtsbezirk Groß Hoschütz zugeordnet.
Nach dem Ende des Zweiten Weltkriegs kam Pusté Jakartice wieder an die Tschechoslowakei zurück und wurde dem  Okres Opava zugeordnet. 1970 lebten in den 14 Häusern von Pusté Jakartice 109 Personen. Zum 1. Februar 1970 wurde Pusté Jakartice zusammen mit Malé Hoštice in die Stadt Opava eingemeindet. 1991 lebten in den 17 Häusern der Kolonie 77 Menschen. Beim Zensus von 2011 hatte Pusté Jakartice 60 Einwohner und bestand aus 17 Wohnhäusern.

## Gemeindegliederung
Der Ortsteil Pusté Jakartice gehört zum Stadtteil Malé Hoštice (Klein Hoschütz) und liegt im Katastralbezirk Malé Hoštice.

## Sehenswürdigkeiten
- Kapelle der Jungfrau Maria, das Grundstück der Kapelle und des ehemaligen Spritzenhauses wurde 2007 von der Stadt Opava erworben. Im Anschluss erfolgte die Rekonstruktion der Kapelle.[9]
- Gedenkstein für die Opfer des Zweiten Weltkrieges, rekonstruiert 2005[10]